# DEEWEE
DEEWEE, uitgesproken als 'Diewie', is een Belgische platenmaatschappij, opgestart in 2015 door David en Stephen Dewaele van de band Soulwax. Hun opnamestudio bevindt zich in Gent.

## Geschiedenis
De broers Dewaele kregen in de jaren 2000 bekendheid als 2manydjs. In 2013 gaven ze opdracht voor de bouw van een opnamestudio op een voormalig parkeerterrein aan de Kruideniersstraat in Gent. Het pand, 'een geruite blokkendoos' die diverse functies vervult, werd in 2015 de thuisbasis voor hun nieuwe label DEEWEE en biedt onderdak aan hun tienduizenden vinylplaten. Omdat het pand de bijnaam DEEWEE001 heeft, werd de eerste plaat DEEWEE002. Het gebouw is ontworpen door Glenn Sestig en werd in 2021 besproken in het Engelse architectuurblad Dezeen.
In september 2015 brachten de broers het eerste werk van het label uit: de single Drie/Twee van het project Klanken. In mei 2021 vierde het label zijn vijfde verjaardag en zijn vijftigste werk met een compilatiealbum. genaamd DEEWEE Foundations.

## Artiesten (selectie)
- 2manydjs
- Asa Moto
- Bolis Pupul
- Charlotte Adigéry
- Die Verboten
- Each Other
- Emmanuelle
- EMS Synthi 100
- Extra Credit
- James Righton
- Laila
- Laima
- Movulango
- Natasha Pirard
- Philippi
- Philippi & Rodrigo
- Soulwax
- Sworn Virgins

## Discografie

### Ep's (selectie)
- Klanken - "Drie/Twee" (2015)
- Klanken - "Vijf/Vier" (2017)
- Asa Moto - "Asa Moto" (2017)
- Charlotte Adigéry - "Zandoli" (2017)
- Each Other - "Be Nice to Each Other" (2020)
- Laima - "Disco Pregnancy" (2020)
- Extra Credit - "It's Over" (2021)
- Asa Moto - "Martino" (2021)
- Sworn Virgins - "Stranger Hands" (2022)
- Bolis Pupul - "Neon Buddha" (2022)
- Movulango - "The Irony" (2022)
- Movulango - "Mirror in Man" (2023)
- Philippi - "Terra Gira" (2023)

### Albums (selectie)
- Die Verboten - "Die Verboten '2017'" (2017)
- Soulwax - "From DEEWEE" (2017)
- Soulwax - "Essential" (2018)
- Asa Moto - "Playtime" (2018)
- Philippi & Rodrigo - "Paciencia" (2024)
- James Righton - "The Performer" (2020)
- James Righton - "Jim, I'm Still Here" (2022)
- Charlotte Adigéry & Bolis Pupul - "Topical Dancer" (2022)
- Natasha Pirard - "Dream Cycles" (2024)
- Bolis Pupul - "Letter To Yu" (2024)

### Compilatiealbums (selectie)
- DEEWEE Foundations (2021)